# Крокодил (рассказ)
«Крокоди́л» — рассказ Фёдора Михайловича Достоевского, написанный в нехарактерном для него сатирическом ключе. Сатира рассказа направлена на либерально настроенные политические круги и издания, с которыми на страницах журналов Достоевский обычно дискутировал в серьёзном ключе. Существует мнение, что предметом сатиры Достоевского является Н. Г. Чернышевский.

## История создания
Рассказ впервые опубликован в 1865 году в журнале «Эпоха».
В воспоминаниях Достоевский описывал, что в 1864 году «в Пассаже какой-то немец показывал за деньги крокодила», что подтолкнуло его написать сатирически-фантастическую повесть в подражание гоголевскому «Носу». Первоначально рассказ назывался: «О муже, съеденном крокодилом». Позже при публикации рассказа в журнале, он получил название «Крокодил. Необыкновенное событие, или Пассаж в Пассаже».

## Сюжет
Чиновника, Иван Матвеича проглатывает крокодил. К немалому удивлению окружающих, Иван Матвеич не только остается жив, но и совершенно доволен сложившимся положением дел. Понимая, что привлекает тем самым всеобщее внимание, пускается в фантазии о том, что теперь он сможет, вещая из крокодила, влиять на умы сограждан, неся им свет и новые теории, которые в крокодиле придумываются на удивление легко:
Стоит только уединиться куда-нибудь подальше в угол или хоть попасть в крокодила, закрыть глаза, и тотчас же изобретешь целый рай для всего человечества.
Жить Иван Матвеич собирается 1000 лет и лишь досадует, что на нём одежда из русской, а не английской ткани — долго не продержится и он, пожалуй, за 1000 лет может перевариться. В отношении себя и своей жены бывший скромный чиновник строит грандиозные планы, один амбициознее другого.
Так же абсурдно ведут себя остальные участники рассказа. Немец, хозяин крокодила, озабочен здоровьем крокодила, своего основного капитала. Жена Ивана Матвеича более заинтересована своим нынешним положением «вдовы». Основательный знакомый Тимофей Семеныч — как бы не пришлось отвечать за коллегу по работе и не привлечь лишнего внимания начальства. Газетчики либо клеймят позором русского пьяного чиновника, который забрался в крокодила и ни за что не хочет оттуда выходить, либо описывают, как любитель поесть выкупил и съел за раз целого крокодила «ещё живьем, отрезая сочные куски перочинным ножичком и глотая их с чрезвычайною поспешностью».

## Персонажи
- Иван Матвеич — чиновник, которого проглотил крокодил
- Елена Ивановна — жена Ивана Матвеича
- «немец» — хозяин крокодила
- Тимофей Семеныч — знакомый Иван Матвеича, старомодный и недалекий, но солидный человек
- Семен Семенович Стрижов — повествователь; сослуживец, дальний родственник и «друг дома» Ивана Матвеевича
- Карльхен (крокодил) — главная достопримечательность в небольшом зоопарке заезжего «немца»